# NGC 5420
NGC 5420 (również PGC 50121) – galaktyka spiralna (Sb), znajdująca się w gwiazdozbiorze Panny. Odkrył ją Francis Leavenworth 6 czerwca 1885 roku.
W galaktyce tej zaobserwowano supernową SN 2005N.